# Congrès pour le changement démocratique
Pour les articles homonymes, voir Changement démocratique et CDC.
Le Congrès pour le changement démocratique (en anglais : Congress for Democratic Change ; abrégé en CDC) est un parti politique du Liberia fondé par les soutiens de George Weah en 2004 en vue de l'élection présidentielle de 2005 qui a abouti par la victoire d'Ellen Johnson Sirleaf face à l'ancien footballeur.
Lors de l'élection présidentielle de 2017, le candidat du parti, à nouveau George Weah, est élu.